# Jaloliddin Masharipov
Jaloliddin Qadomboy oʻgʻli Masharipov (russisch Джалолиддин Кадомбой оглы Машарипов; * 1. September 1993 in Urganch) ist ein usbekischer Fußballspieler. Der zuletzt bei Al-Nassr unter Vertrag stehende Flügelspieler ist seit Juli 2017 usbekischer Nationalspieler.

## Karriere

### Verein
Der in Urganch geborene Jaloliddin Masharipov entstammt der Jugendarbeit des Hauptstadtvereins Paxtakor Taschkent, wo er im Spieljahr 2013 erstmals in die erste Mannschaft beordert wurde. Beim 4:0-Pokalsieg gegen den FK Guliston gab er sein Debüt und stand in dieser Partie über die volle Spieldistanz auf dem Platz. Dieser Einsatz blieb sein Einziger im Jahr 2013. In der nächsten Spielzeit 2014 bestritt er bereits 12 Ligaspiele und wurde mit den Paxtakorlar usbekischer Meister. Am 12. September 2015 erzielte er beim 2:1-Heimsieg gegen den Lokalrivalen Lokomotiv Taschkent sein erstes Ligator im Trikot seines Vereins. In dieser Saison 2015 stand er bereits häufiger in der Startelf und konnte den Meistertitel mit Paxtakor erfolgreich verteidigen. Insgesamt absolvierte er 22 Ligaspiele, in denen ihm drei Treffer gelangen. Den endgültigen Durchbruch als Stammspieler schaffte er im darauffolgenden Spieljahr 2016, in denen er in 30 Ligaeinsätzen sieben Torerfolge verbuchen konnte. Aus dem Kampf um die Meisterschaft musste sich der Verein jedoch frühzeitig verabschieden und man klassierte sich mit 22 Punkten Rückstand auf den Sieger Lokomotiv Taschkent auf dem fünften Tabellenrang.
Zu Lokomotiv zog es Masharipov zur nächsten Spielzeit 2017 auf Leihbasis hin. Am 20. Februar bestritt er bei der 0:1-Heimniederlage in der AFC Champions League gegen den saudi-arabischen Vertreter al-Taawoun sein Debüt für Lokomotiv. Am 8. März (2. Spieltag) gelang ihm beim 3:0-Heimsieg gegen den FK Soʻgʻdiyona Jizzax sein erstes Ligator. Auch bei den Temiryo’lchilar war er Stammkraft und leistete mit sechs Treffern in 27 Ligaeinsätzen seinen Beitrag zum Gewinn der zweiten Meisterschaft in Folge.
Zur nächsten Saison 2018 kehrte er zu Paxtakor Taschkent zurück, wo er umgehend wieder zu einem wichtigen Baustein der Offensive wurde. Er erzielte in 29 Ligaeinsätzen vier Tore und wurde mit der Mannschaft hinter Lokomotiv Vizemeister. In der nächsten Spielzeit 2019 gelang es ihm sich wesentlich zu steigern und er avancierte zu einem der besten Offensivspieler der Spielklasse, der sich vor allem als Torvorbereiter auszeichnen konnte. In 25 Ligaeinsätzen gelangen ihm 24 Scorerpunkte, davon 20 Torvorlagen. Mit dieser starken Ausbeute trug er wesentlich dazu bei, dass Paxtakor wieder die Meisterschaft gewinnen konnte. In der nächsten Saison machte er 23 Ligaspiele, in denen ihm sieben Tore und 15 Vorlagen gelangen. Mit Paxtakor wurde er erneut Meister.
Am 10. Januar 2021 wechselte er zum saudi-arabischen Erstligisten al-Nassr FC. Zwei Wochen später schloss er sich für fünf Monate auf Leihbasis al-Ahli Dubai an. Seit August 2023 ist er vertragslos.

### Nationalmannschaft
Mit der usbekischen U20-Nationalmannschaft nahm Masharipov an der U20-Weltmeisterschaft 2013 in der Türkei teil, wo er in vier Spielen zum Einsatz kam und mit der Mannschaft erst im Viertelfinale gegen den späteren Weltmeister Frankreich ausschied.
Im Anschluss an das Turnier debütierte er am 24. Juli 2016 beim 2:1-Testspielsieg gegen den Irak für die usbekische A-Nationalmannschaft, als er in der Schlussphase für Eldor Shomurodov eingewechselt wurde. Mit der Auswahl nahm er an der Asienmeisterschaft 2019 in den Vereinigten Arabischen Staaten teil. Beim 4:0-Sieg im zweiten Gruppenspiel gegen Turkmenistan gelang ihm sein erstes Länderspieltor. Im Achtelfinale schied Usbekistan im Elfmeterschießen gegen Australien aus, bei dem Masharipov nicht als Schütze berücksichtigt wurde.

## Erfolge
Paxtakor Taschkent
- Usbekischer Meister: 2014, 2015, 2019
- Usbekischer Pokalsieger: 2015, 2019
- Usbekischer Ligapokalsieger: 2019

Lokomotiv Taschkent
- Usbekischer Meister: 2017
- Usbekischer Pokalsieger: 2017